# MAPLUS ポータブルナビ3
『MAPLUS ポータブルナビ3』（マップラス -）は、PlayStation Portable（PSP）用のナビゲーションソフト。カーナビと徒歩ナビ、両方に対応。
ソフトには日本全国の道路地図（1/25,000）と施設データと、海外の地図データが入っている。目的地を入力することで目的地までの道順を表示しつつ、音声によるナビゲーションを行ったり、周囲にある様々な店舗などの施設を表示したり、自分の歩いた経路を記録することなどができる。また、お絵かき機能を使うことにより、地図上に絵を描く感覚で自分が通りたいルートを作成できる。施設や有名声優による案内、最新地図データは公式サイトからのダウンロードにより追加することもできる。原理としてはGPSレシーバーによって人工衛星からの電波を受信し、現在位置と座標を割り出し、画面上に表示させている。
さらに、MAPLUSシリーズでは初のPlaceEngineを搭載した。無線LANを使い、付近にあるアクセスポイントを拾得し、GPS電波の届かない場所でも現在位置を画面上に表示することもできる。
2011年10月13日より、2011年度の最新の地図に入れ替え、一部を修正した『MAPLUSポータブルナビ3　2011年度版』が、PlayStation Storeでのダウンロードソフトとして発売された。
PND版もある。

## 新機能
3D地図への切り替え対応
- 道路地図の俯瞰表示に対応。PSPの優れたグラフィック描画能力を生かし、上下左右に360度自由に視点を変更できる「MAPLUSビュー」機能を搭載した。

利用シーンは全世界へ
- 海外のナビゲーションが可能であり、GPSやPlaceEngine現在地測位にも対応。GPSのログやPEログ・位置登録も可能である。なお、海外の都市地図データは「MAPLUS.web」より提供される。

進化した「俺ナビ」機能
- 「俺ナビ」機能が進化し設定項目も大幅に増え、更に自由度がアップ。より細かい設定が可能になった
- 新搭載の「きせかえ」機能でソフトの世界観も変更できる
  - 3D化されたキャラクターが地図上を動き回るだけでなく、画面上の表示物まで変更が可能。
  - 他作品とのコラボレーションによるきせかえパックが発売されている。2009年12月には『どこでもいっしょ』『チョロQ』『ハヤテのごとく!!』『攻殻機動隊 STAND ALONE COMPLEX』の4作品が、2010年9月24日には『マクロスF』よりランカ・リー、10月中旬にはシェリル・ノームの2キャラクターが、10月28日には『ティンクル☆くるせいだーすGoGo!』より聖沙とマカロンの2キャラクターが、11月24日には『東のエデン』が、12月21日には『とある科学の超電磁砲』より御坂美琴と白井黒子の2キャラクターがリリースされている。
- 「声優ナビ」機能も更にパワーアップし前作以上の豪華な声優陣による音声案内での言語が増加された。

- 「インフォメーションガイダンス」機能を搭載。一般的なカーナビとは一味違う、実際の利用状況やシーンに応じた遊び心溢れる音声アナウンスを行う。

自分で自由に作れる「ルート作成」機能
- 従来のナビゲーション製品には無い、新しいルート作成機能を搭載。「お絵かき」機能を使えば、地図上に絵を描く感覚で自分が通りたいルートを作成できるほか、地図上に落書きやメモをすることも可能。
- 地点を地図上で指定するだけで、自動的にルート作成が可能となった。
  - 好みのドライブルートやお散歩コースなど、自由なルートを作成できる。

webとの連携性の向上
- 更新地図データのダウンロードができるようになった。
  - 2010年11月9日 初めての地図更新データを有料でダウンロード配布実施

データインストールに対応
- 市販のメモリースティック Pro DUOにデータをインストールする事により、処理速度の向上と省電力化が実現した。

## トラブル
当初は2009年7月9日発売予定だったが、6月25日に2009年夏発売予定と延期が発表、8月11日に2009年9月10日発売と発表され、2ヶ月に及ぶ延期となった。
ネットでは相次いで批判の声が寄せられる中、励ましの声もあった。
発売直後からフリーズや電源が落ちるなどの不具合がネット上で報告されている。原因の一部はMUSICフォルダ内に収納されているMP3ファイルのID3タグ情報によるものと判明しているが、その他の要因でも起こる事から、発売元のエディアでは2009年11月10日より1.6GB（圧縮状態で1.1GB）にも及ぶISOデータの容量とほぼ同サイズの巨大なパッチの配布を開始している。